# Pyszczkowiak atlantycki
Pyszczkowiak atlantycki, pyszczkowiak kanciasty, pyszczkowiak kosmaty, pyszczkowiak araukariowy (Oxymycterus dasytrichos) – gatunek ssaka z podrodziny bawełniaków (Sigmodontinae) w obrębie rodziny chomikowatych (Cricetidae).

## Zasięg występowania
Pyszczkowiak atlantycki występuje we wschodniej Brazylii (Alagoas, Ceará i Pernambuco).

## Taksonomia
Gatunek po raz pierwszy zgodnie z zasadami nazewnictwa binominalnego opisał w 1821 roku szwajcarski lekarz i przyrodnik Heinrich Rudolf Schinz nadając mu nazwę Mus dasytrichus. Holotyp pochodził z dolnego biegu rzeki Mucuri, w stanie Bahia, w Brazylii. 
Powszechnie stosowana nazwa gatunkowa dasytrichus jest nieuzasadnioną poprawką oryginalnej nazwy dosytrichos. Obecna koncepcja taksonomiczna O. dosytrichos obejmuje taksony rostellatus, hispidus, roberti i angularis. Autorzy Illustrated Checklist of the Mammals of the World uznają ten takson za gatunek monotypowy.

### Etymologia
- Oxymycterus: gr. οξυς oxus „ostry, spiczasty”; μυκτηρ muktēr, μυκτηρος muktēros „pysk, nos”, od μυκτεριζω mukterizō „kręcić nosem”[16].
- dasytrichos: gr. δασυς dasus „włochaty, kosmaty”[17]; θριξ thrix, τριχος trikhos „włosy”[18].

## Morfologia
Długość ciała (bez ogona) 125–197 mm, długość ogona 90–156 mm, długość ucha 18–26 mm, długość tylnej stopy 30–42 mm; masa ciała 40–105 g.

## Ekologia
Zamieszkuje tropikalny, suchy scrub oraz otwarte obszary. Zwierzę lądowe.

## Status i zagrożenia
Ze względu na rozpowszechnienie i populację IUCN oceniło go na najmniejszej troski. Gatunek ten nie ma większych zagrożeń.